# 1 Dywizjon Artylerii Ciężkiej (1939)

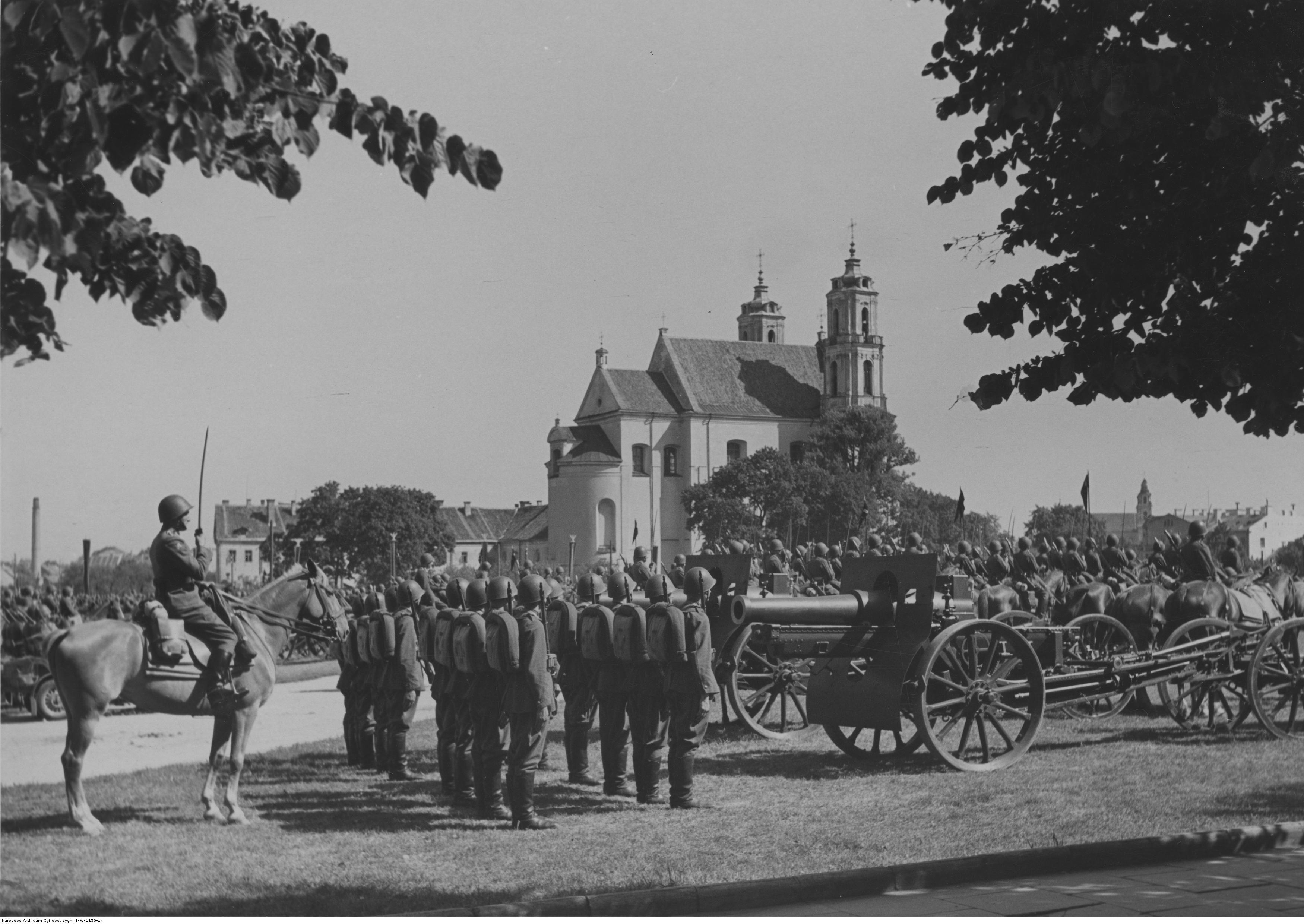
Jubileusz 25-lecia 1. DP Leg. w Wilnie - uroczystości na placu Łukiskim - widoczna 155 mm haubica wz. 1917; sierpień 1939

1 dywizjon artylerii ciężkiej (1 dac) – oddział artylerii ciężkiej Wojska Polskiego.
Dywizjon nie występował w pokojowej organizacji wojska. Został sformowany w sierpniu 1939 roku, w Wilnie, przez 3 pułk artylerii ciężkiej z przeznaczeniem dla 1 Dywizji Piechoty Legionów.
W jego skład weszły dwie trzydziałowe baterie: armat 105 mm por. Konstantego Margusza i haubic 155 mm por. Eugeniusza Szulca.

## 1 dac w kampanii wrześniowej
Mobilizację 1 dac rozpoczęto w ramach mobilizacji alarmowej w grupie czerwonej w dniu 24 sierpnia 1939 roku. Dywizjon osiągnął gotowość 28 sierpnia 1939 roku. 29 sierpnia został załadowany do transportów kolejowych w Wilnie i poprzez Grodno i Białystok został przetransportowany do Małkini. Następnie po wyładunku 30 sierpnia pomaszerował do uroczyska Glina w pobliżu Broku. 1 września wieczorem pomaszerował w kierunku frontu. Rejon koncentracji w widłach Narwi i Bugu w pobliżu miejscowości Nagoszewo osiągnął rano 2 września. Nocnym marszem 4/5 września 1 dac maszerował w kierunku na Różan i następnej nocy z powrotem do Pułtuska. Na skutek marszu uległy zużyciu wozy amunicyjne. W trakcie marszu był atakowany przez lotnictwo nieprzyjaciela. Rano 6 września dywizjon osiągnął rejon na wschód od Pułtuska i do godzin południowych zajął stanowiska ogniowe w pobliżu Popław. Od godz. 15.00 prowadził ostrzał artyleryjski nadciągającego niemieckiego 151 pułku piechoty 61 DP. W późnych godzinach popołudniowych, prowadził ogień na oddziały niemieckie 11 i 61 DP atakujące Pułtusk. W trakcie prowadzonych pojedynków artyleryjskich uszkodzeniu uległy linie łączności z punktami obserwacyjnymi, dywizjon atakowany był przez lotnictwo wroga. Z uwagi na to, zmienił stanowiska ogniowe.  
7 września 1 dac wspierał obronę przyczółka mostowego w Pułtusku, jednak problemy z łącznością zmniejszyły efektywność strzelań dywizjonu. W godzinach popołudniowych i nocą 7/8 września przemieścił się do rejonu na lewym brzegu Bugu, kilka kilometrów od Wyszkowa z zadaniem obrony Bugu. 8 września po zajęciu stanowisk ogniowych dywizjon od godz. 17.00 kolejno bateriami ostrzeliwał ogniem nękającym szosę Pułtusk-Wyszków. Tego dnia nastąpiła zmiana na stanowisku dowódcy dywizjonu objął je mjr J. Mokrzecki. 9 września 1 dac toczył mało intensywny pojedynek z artylerią niemieckiej 61 DP. 10 września rano dywizjon osłaniał odwrót macierzystej 1 DPLeg. Po czym przemaszerował do rejonu Kęt i po odpoczynku nocą 10/11 września maszerował do rejonu Jakubowa. Ponownie w kolumnie 1 DPLeg. dotarł do Kuflewa. W tym rejonie w godzinach południowych był atakowany przez lotnictwo niemieckie, bez większych strat. Nocą 12/13 września 1 dac samodzielnie maszerował w kierunku miejscowości Wodyń, maszerując szosą przez Latowicze, Oleksiankę i Żelechów. W czasie marszu odłączyła się 2 bateria haubic. W trakcie marszu w rejonie Miastkowa Kościelnego kolumna dywizjonu natknęła się na biwakujące oddziały niemieckiej Dywizji Pancernej "Kempf". Nie mogąc odprzodkować armat mjr Mokrzecki spieszył artylerzystów i nocnym atakiem wyparł wroga z miejscowości zdobył broń maszynową i 2 czołgi, które spalił. Dywizjon następnie przedarł się do miejsca koncentracji dywizji. W boju poległ mjr Mokrzecki i kilku kanonierów, a kilku zostało rannych.  
1 bateria armat została podporządkowana dowódcy I/1 pułku artylerii lekkiej Leg. 14 września 1 bateria zajęła stanowiska ogniowe w rejonie Trzcińca, ostrzeliwała w/g mapy las Jagodno, następnie wspierała jednostki 1 DPLeg. w rejonie Róży Podgórnej. Podczas pojedynku artyleryjskiego pocisk niemiecki trafił w jaszcz 1 baterii powodując eksplozję, w jej wyniku poniosła ciężkie straty, następnie została zbombardowane przez lotnictwo wroga. Poniosła ciężkie straty osobowe i w koniach, w efekcie resztki baterii pozostały z jednym działem. Resztki 1 baterii dołączyły do 1 dac w rejonie Chełma Lubelskiego. Obowiązki dowódcy dywizjonu przejął mjr Świderski.  Dowództwo dywizjonu z rzutem kwatermistrzowskim i kolumną amunicyjną dotarło 15 września do Radzynia Podlaskiego, tu dołączyła 2 bateria haubic. 16 września dywizjon osiągnął Parczew, tu nastąpił wypoczynek i uzupełnienie kolumny amunicyjnej i dołączyła zagubiony wcześniej tabor żywnościowy. Nocą 17/18 i 18/19 września 1 dac maszerował trasą przez Sosnowice, Wolę Wereszczyńską, Urszulin, Wierzbice i Rudki w okolicach Chełma. Następnej nocy zajął rejon Wojsławic. 20/21 września dywizjon dotarł przez Grabowiec do Wożuczyna, gdzie znalazł się pod ostrzałem niemieckiej baterii dalekonośnej. 22/23 września 1 dac maszerował na Rachań, przekroczył drogę Zamość-Tomaszów i o świcie 23 września zajął s.o. pod Tarnawatką. Dywizjon ostrzeliwał stanowiska i oddziały niemieckiej 8 DP, ponadto prowadził pojedynek artyleryjski z niemieckimi bateriami. W wyniku czego w godzinach popołudniowych po nakryciu stanowisk ogniowych salwą niemiecką pozostały sprawne jedynie dwa działony haubic 155 mm. W chwilę po tym na stanowiska ogniowe uderzyła z trzech stron niemiecka broń pancerna, strzelające działony zostały zniszczone strzelając do końca. 1 dac przestał istnieć, większość żołnierzy dostała się do niemieckiej niewoli. 

## Obsada personalna dywizjonu
| Stanowisko etatowe                | Stopień, imię i nazwisko          | Uwagi            |
| dowództwo                         | dowództwo                         | dowództwo        |
| --------------------------------- | --------------------------------- | ---------------- |
| dowódca dywizjonu                 | mjr Władysław Świderski           |                  |
| dowódca dywizjonu                 | mjr Justyn Mokrzecki              | od 8 IX 1939     |
| dowódca dywizjonu                 | mjr Jan Pietrzak                  | od 12/13 IX 1939 |
| adiutant                          | ppor. Leonidas Szulc              |                  |
| oficer zwiadowczy                 | ppor. Stanisław Józef Babicki     |                  |
| oficer łącznikowy                 |                                   |                  |
| oficer łączności                  | ppor. rez. Bogdan Grodzicki       | do 12 IX 1939    |
| oficer obserwacyjny               |                                   |                  |
| oficer żywnościowy                | ppor. rez. Józef Binek            | PSZ na Zachodzie |
| oficer płatnik                    | ppor. rez. Wiktor Stapf           |                  |
| lekarz dywizjonu                  | pchor. rez. Kulewicz              |                  |
| lekarz weterynarii                | por. rez. Stanisław Wilczek       |                  |
| dowódca kolumny amunicyjnej       | ppor. rez. Jan Kirzkowski         |                  |
| 1 bateria (armaty 105 mm wz. 13)  |                                   |                  |
| dowódca baterii                   | por. Konstanty Margusz            |                  |
| oficer zwiadowczy                 | ppor. rez. Leon Suchocki          |                  |
| oficer ogniowy                    | por. rez. Stefan Wojciech Goldman | †1940 Charków    |
| dowódca 1 plutonu                 |                                   |                  |
| dowódca 2 plutonu                 |                                   |                  |
| 2 bateria (haubice 155 mm wz. 17) |                                   |                  |
| dowódca 2 baterii                 | por. Edward Szulc                 |                  |
| oficer zwiadowczy                 | pchor. rez. Józef Wierzbicki      |                  |
| oficer ogniowy                    | plut. pchor. Józef Sidorkiewicz   |                  |
| dowódca 1 plutonu 2 baterii       |                                   |                  |
| dowódca 2 plutonu 2 baterii       |                                   |                  |
| dowódca plutonu taborowego        |                                   |                  |